# Mongolveck

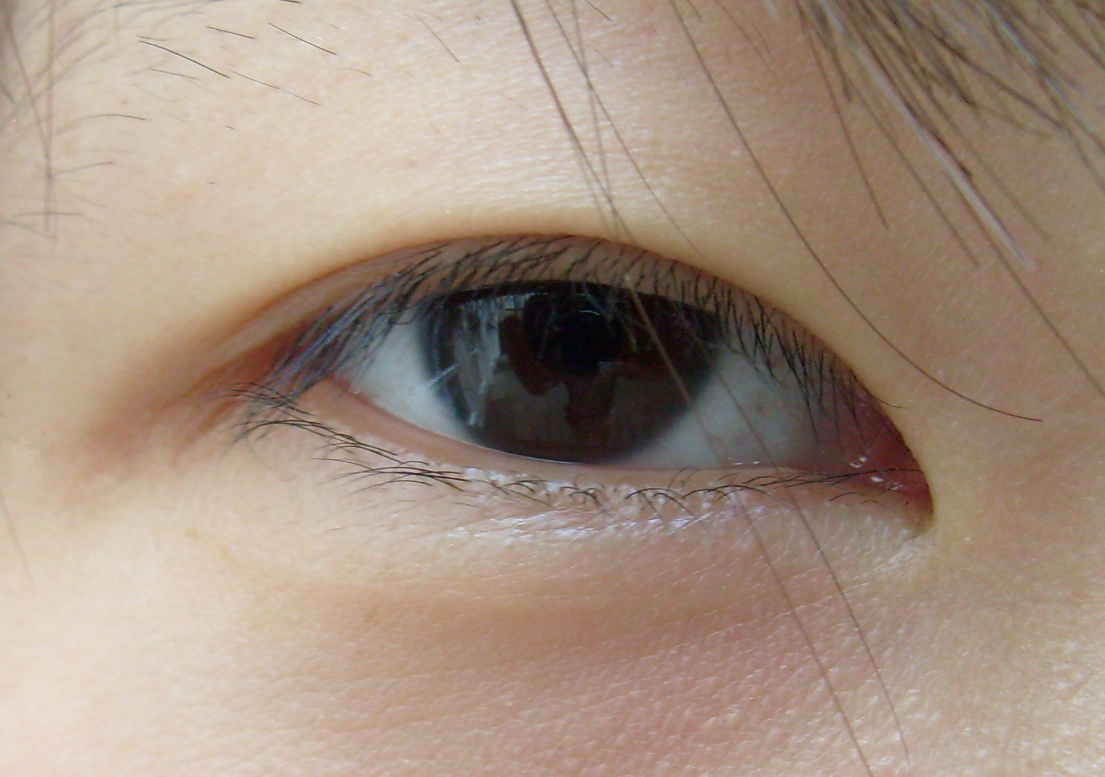
Mongolveck eller epikanthus

Mongolveck eller epikanthus kallas ett hudveck på övre ögonlocket vid inre ögonvrån. Vecket är vanligast bland folk i Öst-, Sydöst- och Centralasien, men förekommer naturligt över hela jorden.
Välutvecklade mongolveck återfinns ofta hos personer med Downs syndrom inom alla folkslag. Därav kommer den tidigare benämningen mongolism för syndromet.
Mongolveck finns i stort antal från svenska och andra skandinaviska befolkningar.
Naturligt förekommande mongolveck är ett exempel på mikroevolution. De har uppkommit som ett skydd mot kyla.